# Пески (городской округ Зарайск)
Пески — деревня в Зарайском районе Московской области, в составе муниципального образования сельское поселение Струпненское (до 29 ноября 2006 года входила в состав Алферьевского сельского округа).

## Население
| 2002 | 2006 | 2010 |
| ---- | ---- | ---- |
| 0    | →0   | ↗2   |

## География
Пески расположены в 16 км на юго-запад от Зарайска, по левому берегу реки Осётр, высота центра деревни над уровнем моря — 171 м.

## История
Пески основаны в начале XX века переселенцами из деревни Большие Белыничи. В 1929 году был образован колхоз им. 19 Международного юношеского дня, с 1950 года — в составе колхоза «Труженик», в последние годы — в составе опытно-производственного хозяйства им. Мерецкова.